# Jan Mølby
Jan Mølby (* 4. července 1963 Kolding) je bývalý dánský fotbalový záložník, člen týmu zvaného v osmdesátých letech Danish Dynamite.
Začínal v rodném městě v klubu Kolding IF, který tehdy hrál nejvyšší soutěž. V roce 1982 přestoupil do amsterdamského AFC Ajax a vyhrál s ním v roce 1983 Eredivisie i nizozemský fotbalový pohár. Jedenáct sezón odehrál za Liverpool FC, s nímž získal anglický titul 1986, 1988 a 1990 i FA Cup 1986 a 1992. Byl známý jako urostlý důrazný středopolař, který vynikal přesnou rozehrávkou, prosadil se také jako specialista na pokutové kopy; v utkání ligového poháru proti Coventry City FC v listopadu 1986 zaznamenal penaltový hattrick. Byl prvním cizincem, kterému Liverpool uspořádal rozlučkový zápas, obdržel také čestné občanství města, ve fanouškovském seznamu nejlepších hráčů v historii klubu figuruje na 23. místě. Kariéru zakončil ve Swansea City AFC, kde byl v roce 1997 zvolen do ideální jedenáctky třetí nejvyšší soutěže.
V dánské reprezentaci odehrál 33 zápasů a vstřelil dvě branky. Získal bronzovou medaili na mistrovství Evropy ve fotbale 1984, startoval také na mistrovství světa ve fotbale 1986, kde Dánové skončili v osmifinále. O mistrovství Evropy ve fotbale 1988 přišel kvůli zranění, v roce 1990 v národním týmu skončil kvůli neshodám s trenérem Richardem Møllerem Nielsenem.
Po ukončení hráčské kariéry působil jako trenér v nižších soutěžích a komentátor fotbalových přenosů pro dánskou TV 2.
Dánským fotbalovým internacionálem byl také jeho bratranec Johnny Mølby.